# Dienis Bojcow
Dienis Nikołajewicz Bojcow (ros. Денис Николаевич Бойцов; ur. 14 lutego 1986 w Orle) – rosyjski bokser wagi ciężkiej.

## Kariera amatorska
Osiągnięcia w karierze amatorskiej:
- 2001 - wygrał Mistrzostwa Świata Kadetów w wadze średniej w Baku, Azerbejdżan.
- 2002 - wygrał Mistrzostwa Świata Kadetów w wadze ciężkiej w Kecskemét, Węgry.
- 2004 - wygrał Mistrzostwa Świata Juniorów w wadze Superciężkiej, w Soulu, Korea.

Jego rekord na amatorskich ringach wynosił; wygrał 115 z 130 walk wygrał (115-15).

## Kariera zawodowa
Bojcow przeszedł na zawodowstwo w 2004 roku w Niemczech. W swojej pierwszej walce 21 września w Hamburgu pokonał przez techniczny nokaut w pierwszej rundzie Słowaka Imricha Borka. W pierwszych dwudziestu zwycięskich walkach osiemnaście wygrał przed czasem.
15 listopada 2008 w Düsseldorfie Rosjanin wygrał jednogłośnie na punkty ośmiorundowy pojedynek z Amerykaninem Vincentem Maddalone (31-4-0), stosunkiem głosów 80:71 oraz dwukrotnie 80:72. 7 lutego 2009 w Rostocku pokonał Portorykańczyka Israela Carlosa Garcię (19-2-0) przez techniczny nokaut w drugiej rundzie pojedynku wygrywając wakat WBA inter-continental wagi ciężkiej.
23 listopada 2013 w Stechert Arena w Bambergu Rosjanin zmierzył się ze skazywanym na porażkę Alexem Leapaiem (30-4-3, 24 KO). Stawką pojedynku był pas WBO Asia Pacific w wadze ciężkiej. Australijczyk pokazał serce do walki i wypunktował Bojcowa (98:90, 96:92 i 96:92).
30 sierpnia 2014 w Halle na dystansie dziesięciu rund pokonał jednogłośnie na punkty 95:94, 98:91 i 97:93 Timura Musafarova (6-2, 5 KO).
6 grudnia 2014 w Oldenburgu Bojcow pokonał wysoko na punkty doświadczonego Brazylijczyka George'a Ariasa (55-12, 41 KO). Sędziowie punktowali 78:73 i dwukrotnie 79:72.
21 marca 2015 w Rostocku pokonał przez techniczny nokaut w drugiej rundzie Brazylijczyka Irineu Beato Costę Juniora (16-4, 14 KO) w dziesięciorundowym pojedynku.
W maju 2015 pięściarza znaleziono na torowisku berlińskiego metra. Z ciężkimi ranami głowy został przewieziony do szpitala, gdzie stwierdzono poważny obrzęk mózgu i wprowadzono go w stan śpiączki farmakologicznej. Według ustaleń policji a w czerwcu 2015 berlińska prokuratura zamknęła sprawę. Ustalono, że bokser uległ wypadkowi.
Jego trenerami byli Niemcy Fritz Sdunek i Karsten Röwer a od grudnia 2014 Ulli Wegner.

## Lista walk zawodowych
| Wynik     | Rekord | Przeciwnik                 | Werdykt | Runda       | Data                 | Miejsce                                      | Uwagi                                                                             |
| --------- | ------ | -------------------------- | ------- | ----------- | -------------------- | -------------------------------------------- | --------------------------------------------------------------------------------- |
| Wygrana   | 36-1   | Irineu Beato Costa Junior  | RTD     | 2 (10) 3:00 | 21 marca 2015        | Rostock, Niemcy                              |                                                                                   |
| Wygrana   | 35-1   | George Arias               | UD      | 8           | 6 grudnia 2014       | EWE Arena, Oldenburg, Dolna Saksonia, Niemcy |                                                                                   |
| Wygrana   | 34-1   | Timur Musafarov            | UD      | 10          | 30 sierpnia 2014     | Gerry Weber Stadium, Halle, Niemcy           |                                                                                   |
| Przegrana | 33-1   | Alex Leapai                | UD      | 10          | 23 listopada 2013    | Stechert Arena, Bamberg, Bawaria, Niemcy     | Walka o tytuł WBO Asia Pacific                                                    |
| Wygrana   | 33-0   | Oleksandr Nesterenko       | KO      | 3 (8) 2:15  | 15 czerwca 2013      | Hattersheim am Main, Hesse, Niemcy           |                                                                                   |
| Wygrana   | 32-0   | Samir Kurtagic             | UD      | 8           | 15 lutego 2013       | Deinze, Prowincja Flandria Wschodnia, Belgia |                                                                                   |
| Wygrana   | 31-0   | Dominick Guinn             | UD      | 10          | 13 kwietnia 2012     | Oberhausen, Niemcy                           |                                                                                   |
| Wygrana   | 30-0   | Darnell Wilson             | KO      | 4 (8) 0:45  | 28 stycznia 2012     | Hamburg, Niemcy                              |                                                                                   |
| Wygrana   | 29-0   | Matthew Greer              | TKO     | 6 (8) 1:25  | 24 września 2011     | Hamburg, Niemcy                              |                                                                                   |
| Wygrana   | 28-0   | Mike Sheppard              | KO      | 2 (8) 1:08  | 19 listopada 2010    | Hamburg, Niemcy                              |                                                                                   |
| Wygrana   | 27-0   | Kevin Montiy               | KO      | 2 (10) 1:56 | 9 stycznia 2010      | Magdeburg, Niemcy                            |                                                                                   |
| Wygrana   | 26-0   | Jason Gavern               | KO      | 7 (10) 2:08 | 10 października 2009 | Rostock, Niemcy                              |                                                                                   |
| Wygrana   | 25-0   | Taras Bidenko              | TKO     | 6 (12) 2:00 | 6 czerwca 2009       | Oberhausen, Niemcy                           | Obrona tytułu WBA. Zdobycie wakatu tytułu europejskiego WBO                       |
| Wygrana   | 24-0   | Israel Carlos Garcia       | TKO     | 2 (12) 2:17 | 7 lutego 2009        | Rostock, Niemcy                              | Zdobycie wakatu międzykontynentalne tytułu WBA                                    |
| Wygrana   | 23-0   | Vincent Maddalone          | UD      | 8           | 15 listopada 2008    | Düsseldorf, Niemcy                           |                                                                                   |
| Wygrana   | 22-0   | Fernely Feliz              | UD      | 10          | 5 lipca 2008         | Halle, Niemcy                                |                                                                                   |
| Wygrana   | 21-0   | Robert Hawkins             | UD      | 8           | 26 kwietnia 2008     | Drezno, Niemcy                               |                                                                                   |
| Wygrana   | 20-0   | Tommy Connelly             | TKO     | 1 (8) 1:51  | 19 stycznia 2008     | Düsseldorf, Niemcy                           |                                                                                   |
| Wygrana   | 19-0   | Ademar Leonardo Correa     | KO      | 1 (8) 0:58  | 30 listopada 2007    | Karlsruhe, Niemcy                            |                                                                                   |
| Wygrana   | 18-0   | Juan Antonio Diaz          | UD      | 6           | 14 lipca 2007        | Düsseldorf, Niemcy                           |                                                                                   |
| Wygrana   | 17-0   | Sam Ubokane                | KO      | 1 (8) 1:27  | 27 stycznia 2007     | Düsseldorf, Niemcy                           |                                                                                   |
| Wygrana   | 16-0   | Ondřej Pála                | TKO     | 5 (10) 1:16 | 9 września 2006      | Magdeburg, Niemcy                            | Zdobycie wakatu młodzieżowej tytuł WBC. Walka została zatrzymana z powodu rocięć. |
| Wygrana   | 15-0   | Edson Cesar Antonio        | UD      | 8           | 25 lipca 2006        | Hamburg, Niemcy                              |                                                                                   |
| Wygrana   | 14-0   | Jucimar Francisco Hipolito | KO      | 1 (6) 1:56  | 27 maja 2006         | Munich, Niemcy                               |                                                                                   |
| Wygrana   | 13-0   | Radoslav Milutinovic       | KO      | 2 (6) 2:55  | 7 marca 2006         | Cuxhaven, Niemcy                             |                                                                                   |
| Wygrana   | 12-0   | Hein van Bosch             | TKO     | 6 (6) 0:01  | 2 lutego 2006        | Düsseldorf, Niemcy                           |                                                                                   |
| Wygrana   | 11-0   | Zoltan Petrany             | KO      | 2 (6) 2:58  | 13 grudnia 2005      | Sölden, Austria                              |                                                                                   |
| Wygrana   | 10-0   | Ihar Shukala               | KO      | 1 (4) 1:25  | 25 października 2005 | Wiedeń, Austria                              |                                                                                   |
| Wygrana   | 9-0    | Janos Somogyi              | TKO     | 1 (4) 3:00  | 28 września 2005     | Hamburg, Niemcy                              |                                                                                   |
| Wygrana   | 8-0    | Jerome Guennou             | KO      | 1 (4) 1:36  | 2 lipca 2005         | Hamburg, Niemcy                              |                                                                                   |
| Wygrana   | 7-0    | O'Neil Murray              | TKO     | 1 (4) 1:07  | 28 czerwca 2005      | Cuxhaven, Niemcy                             |                                                                                   |
| Wygrana   | 6-0    | Vance Winn                 | KO      | 1 (4) 2:05  | 26 lutego 2005       | Hamburg, Niemcy                              |                                                                                   |
| Wygrana   | 5-0    | Ladislav Slezak            | KO      | 1 (4) 1:44  | 15 stycznia 2005     | Magdeburg, Niemcy                            |                                                                                   |
| Wygrana   | 4-0    | Aleh Tsukanau              | TKO     | 2 (4) 0:51  | 14 grudnia 2004      | Sölden, Austria                              |                                                                                   |
| Wygrana   | 3-0    | Aleh Dubiaha               | TKO     | 1 (4) 2:29  | 16 listopada 2004    | Cuxhaven, Niemcy                             |                                                                                   |
| Wygrana   | 2-0    | Ervin Slonka               | TKO     | 1 (4) 2:50  | 26 października 2004 | Rostock, Niemcy                              | Slonka dwukrotnie znokautowany został w pierwszej rundzie                         |
| Wygrana   | 1-0    | Imrich Borka               | TKO     | 1 (4) 2:29  | 21 września 2004     | Hamburg, Niemcy                              | Debiut                                                                            |

TKO – techniczny nokaut, KO – nokaut, UD – jednogłośna decyzja, SD- niejednogłośna decyzja, MD – decyzja większości, PTS – walka zakończona na punkty